# Поштар увек звони двапут (филм из 1946)
Поштар увек звони двапут (енгл. The Postman Always Rings Twice) је амерички филм ноар из 1946. године, са Ланом Тарнер и Џоном Гарфилдом у главним улогама. Режирао га је Теј Гарнет (енгл. Tay Garnett). Снимљен је по истоименом роману Џејмса Кејна. 
Филм је имао огроман комерцијалан успех и повољне критике. Касније критике су посебно хвалиле економичну режију, то јест, стварање филмске атмосфере у наоко баналном малом ресторану брзе хране. Сматра се да је ово најбоља улога Лане Тарнер, која је за разлику од стереотипних фаталних жена, овде тумачила обичну жену препуштену страсти.  

## Улоге
| Глумац        | Улога          |
| ------------- | -------------- |
| Лана Тарнер   | Кора Смит      |
| Џон Гарфилд   | Френк Чејмберс |
| Сесил Келавеј | Ник Смит       |
| Хјум Кронин   | Артур Китс     |